# Helena Švédská (13. století)
Helena Švédská (asi 1190 – 1247) byla švédská princezna a dcera krále Sverkera II. Švédského. Byla matkou královny Kateřiny Švédské. Později byla abatyší opatství Vreta.

## Biografie
Helena se narodila v Dánsku jako dcera krále Sverkera II. a královny Benedikty. Její otec tam byl v té době vyhnancem. V roce 1195 nebo 1196 byl korunován švédským králem. V roce 1208 byl sesazen a v roce 1210 zemřel v bitvě.
Helena Sverkersdotter, jediná dcera sesazeného krále, byla v době smrti jejího otce vzdělávána v opatství Vreta. Kolem roku 1210 byla Helena jednou z obětí únosů z opatství Vreta.
Sune Folkessonová pocházel z jedné ze dvou dynastií, které od roku 1130 soupeřily o švédský trůn, zatímco Helena byla z druhé, dynastie Sverkerů. Její příbuzní nesouhlasili s žádostí o ruku Sune Folkasona, syna hraběte, který patřil mezi odpůrce Sverkerů v bitvě, ve které padl. Podle folklóru Sune Folkason unesl Helenu a vzal ji na hrad Ymseborg. Vzali se a z jejich manželství přežily dvě dcery; Benedikta z Bjelba a Kateřina Sunesdotter.
V roce 1216 se Helenin bratr stal králem Janem I. Švédským. Když v roce 1222 zemřel bezdětný, Helena a její dcery se staly dědici dynastie Sverkerů. V roce 1243, byla její dcera, Kateřina Sunesdotter (asi 1215 – 1252) provdána za krále Erika XI., čímž se konečně spojily dvě soupeřící švédské dynastie.
Kolem roku 1244 byla Benedikta Sunadotter, mladší dcera Sune Folkasona a Heleny Sverkersdotter, unesena Laurensem Pederssonem, justiciarem z Östergötlandu, zatímco se vzdělávala v klášteře Vreta. Benedikta byla brzy propuštěna a provdala se za vysokého šlechtice Svantepolka Knutssona, pána z Viby.